# 全国一斉地デジ化テスト
『全国一斉地デジ化テスト〜アナタの家は地デジ化済んでますか?〜』（ぜんこくいっせいちデジかテスト アナタのいえはちデジかすんでますか）は、日本時間の2010年（平成22年）7月4日17時59分から18時までの1分間、日本国内にある放送大学以外の全地上波テレビ局で一斉に放送された、アナログテレビ放送の終了を啓発するためのミニ番組。制作当番は日本テレビ放送網。

## 概要
NHKと民放連加盟地上波テレビ全127社が、まだデジタル転換が済んでいない国民向けに、一刻も早い切り替えを促すためのミニ番組を一斉放送することにしたと、民放連が2010年（平成22年）5月27日に発表した。
内容についてはアナログ放送終了が迫っていることを視聴者によりはっきりと認識させるため、それまでの各種啓発番組・CMなどと異なり、かなりきつめのものになった。地デジカと東京主要6社局の地上デジタル放送推進大使が出演し、アナログとデジタルとで別内容にし、特に、アナログ向けには砂嵐のイメージを写してデジタル対応を促すというもので、デジタル向けでは視聴中のテレビが地デジに対応していることを告知した後、家庭内にある他のテレビのデジタル対応を促す映像を放送した。

## ネット局
- NHK（54放送局）（総合及び教育の両方で放送）[5][6]
- 日本民間放送連盟の地上波テレビ放送を実施している加盟局127社

## 出演した地デジ大使
- 鈴木奈穂子（NHK東京）
- 馬場典子（日本テレビ・当番局）
- 上宮菜々子（テレビ朝日）
- 竹内香苗（TBSテレビ）
- 森本智子（テレビ東京）
- 中村仁美（フジテレビ）

## 視聴率
以上のように、NHKと民放連加盟テレビ局の地上波全局で放送されたが、制作当番日本テレビでは、司会の桂歌丸が総務省から「地デジ化応援隊」隊員に任命されたこともあって、人気番組の『笑点』を1分短縮にしてそこからステーションブレイクレス編成を行い、結果として25.3%（ビデオリサーチ関東地区調べ）という高視聴率を獲得した。なお当日は大喜利を通常終了時間で切り上げた後、歌丸が応援隊隊員就任を報告してこの番組の告知を行った。
関東地区におけるその他放送局の視聴率は、フジテレビが6.1%、テレビ朝日が5.7%、NHK総合が5.6%、TBSが3.9%、テレビ東京が1.3%となった。